# ۼ
Le ʿayn point suscrit et point souscrit  est une lettre de l'alphabet arabe utilisée dans l’arabi malayalam pour écrire le malayalam mappila et pour l’écriture ajami du tem. Elle est composée d’un ʿayn ‹ ع › diacrité d’un point suscrit et d’un point souscrit.

## Utilisation
Dans l’écriture du malayalam mappila avec l’arabi malayalam, une adaptation de l’alphabet arabe, ‹ ۼ › représente une consonne nasale vélaire voisée [ŋ]. Celle-ci est représentée avec le ṅa ‹ ങ › dans l’écriture malayalam.